# Am Sundern
Das Naturschutzgebiet Am Sundern liegt etwa 1 Kilometer nördlich von Greffen, einem Ortsteil der ostwestfälischen Stadt Harsewinkel in Nordrhein-Westfalen, Deutschland. Das Gebiet ist etwa 7,3 Hektar groß und wurde zum 1. April 1986 unter der Schlüsselnummer GT-013 unter Schutz gestellt.
Im Jahr 1977 gab es die ersten Überlegungen, das Gelände einer Holzabfalldeponie ökologisch umzugestalten. Die Stadt Harsewinkel entwickelte mit amtlichen und ehrenamtlichen Naturschützern und dem Amt für Agrarordnung in Bielefeld einen Plan, der 1982 ins Planfeststellungsverfahren aufgenommen wurde. Mit öffentlichen Mitteln des Landes Nordrhein-Westfalen und der Stadt Harsewinkel konnte dann bis 1984 das Biotop erbaut werden.
Es wurde ein vielfältiges Relief geschaffen, das Zwergbinsen und anderen Wasserpflanzen einen Vegetationsraum bietet. Nasswiesen und Seggenrieder bilden einen Lebensraum für verschiedenste Tier- und Pflanzenarten.